# Petrodołynśke
Petrodołynśke (ukr. Петродолинське, ros. Петродолинское) – wieś na Ukrainie, w obwodzie odeskim, w rejonie odeskim.